# Balmar
Balmar és un comú occità del Llenguadoc, que administrativament forma part del departament de l'Alta Garona a la regió d'Occitània. Està situat a la part est de la conurbació de Tolosa. En el cens de 2022 tenia 17.431 habitants i un territori de 16,59 km².